# フラクチャード
『フラクチャード』（原題:Fractured）は2019年に配信されたアメリカ合衆国のスリラー映画である。監督はブラッド・アンダーソン、主演はサム・ワーシントンが務めた。

## 概略
感謝祭の日、レイは妻のジョアンや娘のペリーと一緒にドライブに出かけていた。休憩中、レイとペリーは建設現場に転落して怪我を負い、そのまま病院へと搬送された。ペリーはCTを撮るために地下階へ行くことになり、ジョアンもそれに同行した。検査が終わるのを待っていたレイだったが、疲労のために寝落ちしてしまった。数時間後、目が覚めたレイは「ジョアンとペリーはどこにいるのですか」と病院の職員に尋ねたが、彼らは「病院に運び込まれたのは貴方一人でしたよ」と言うばかりであった。怒ったレイは警察に連絡したが、2人が運び込まれた証拠は発見されなかった。
途方に暮れたレイだったが、2人の捜索を諦めるわけにはいかなかった。独力での捜索の末、レイは手術室でペリーを発見したが、彼女は今まさに臓器を摘出されようとしていた。レイはもみ合いの末にペリーとジョアンを救出することに成功したが、そこには衝撃の真実が隠されていた。

## キャスト
- サム・ワーシントン - レイ・モンロー（吹替：東地宏樹）
- リリー・レーブ - ジョアン・モンロー（吹替：仲村かおり）
- スティーヴン・トボロウスキー - バートラム医師（吹替：高桑満）
- アッジョア・アンドー - アイザックス医師（吹替：塩田朋子）
- ルーシー・カプリ - ペリー・モンロー（吹替：久野美咲）
- クリストファー・シグルドソン - ルカード（吹替：北川勝博）
- チャド・ブルース - ジェフ（吹替：橋本信明）
- ステファニー・サイ - アン（吹替：米田えん）
- エリック・アタヴェール - ブルース（吹替：梶川翔平）

その他の日本語吹き替え：司薫／真木駿一／伊沢磨紀／片山公輔／東内マリ子／井川秀栄／水咲まりな／黒田浩一／大泊貴揮／中村綾／有川知江／野口瑠璃子
日本語版制作スタッフ
- 演出：太田信乃
- 翻訳：馬場亮
- 録音・調整：等々力スタジオ
- 制作：東北新社

## 製作
2018年11月12日、ブラッド・アンダーソン監督の新作映画にサム・ワーシントンが出演することになったと報じられた。12月19日、リリー・レーブ、スティーヴン・トボロウスキー、アッジョア・アンドーがキャスト入りした。2019年6月3日、アントン・サンコーが本作で使用される楽曲を手掛けることになったとの報道があった。

## 公開・マーケティング
2019年9月13日、本作の劇中写真が初めて公開された。21日、本作のオフィシャル・トレイラーが公開された。22日、本作はファンタスティック・フェストでプレミア上映された。

## 評価
本作は批評家から好意的に評価されている。映画批評集積サイトのRotten Tomatoesには21件のレビューがあり、批評家支持率は67%、平均点は10点満点で5.79点となっている。サイト側による批評家の見解の要約は「サム・ワーシントンの素晴らしい演技のお陰で、『フラクチャード』は面白いミステリ映画に仕上がっている。同作のストーリーはありきたりなものだが、それを相殺するだけのスリルがある。」となっている。また、Metacriticには5件のレビューがあり、加重平均値は36/100となっている。